# فروت‌کوو (فلوریدا)
فروت‌کوو (به انگلیسی: Fruit Cove) یک منطقهٔ مسکونی در ایالات متحده آمریکا است که در St. Johns County واقع شده‌است. فروت‌کوو ۴۶٫۳ کیلومتر مربع مساحت و ۱۶٬۰۷۷ نفر جمعیت دارد و ۳ متر بالاتر از سطح دریا واقع شده‌است.